# هانك ويلكينز
هانك ويلكينز هو سياسي أمريكي، ولد في 13 ديسمبر 1954 في باين بلاف في الولايات المتحدة. نشط حزبياً في الحزب الديمقراطي. وقد انتخب عضو مجلس ولاية أركنساس ‏.